# NGC 4478
NGC 4478 é uma galáxia elíptica (E2) localizada na direcção da constelação de Virgo. Possui uma declinação de +12° 19' 43" e uma ascensão recta de 12 horas, 30 minutos e 17,3 segundos.
A galáxia NGC 4478 foi descoberta em 12 de Abril de 1784 por William Herschel.